# Мухаммад Салих
Мухаммад Салих (Салай Мадаминов) — узбекский поэт, политический деятель, диссидент.

## Биография

Мухаммад Салих, 2006 г

Его семья относится к известному аристократическому роду хорезмских беков. В 1966 году окончил среднюю школу в Хорезме. Через два года его призвали служить в армию, где он принимал участие в интервенции советских войск в Чехословакию; демобилизовался в 1970 году. В этом же году поступил в Государственный университет в Ташкенте на факультет журналистики. После окончания университета станол свободным слушателем Высших курсов по литературе в Москве при Союзе писателей СССР.

## Участие в политике
Мухаммад Салих несмотря на многочисленные уговоры коллег и начальства, не вступил и никогда не состоял в Коммунистической партии Узбекской ССР (республиканское отделение КПСС). В середине 1980-х годов начал реформаторскую деятельность внутри Союза писателей Узбекистана, написав в 1984 году свой первый политический манифест, который был направлен против политики компартии в отношении национальной литературы, узбекского языка и истории Узбекистана. Манифест был подписан 53 молодыми узбекскими поэтами. В эпоху политики «Перестройки», в ноябре 1988 года, в Ташкенте состоялось образование национал-демократического народного движения «Бирлик» («Единство»), в котором непосредственное участие принимал и Мухаммад Салих, став одним из его основателей. Движение ставило перед собой цели возрождения национального самосознания узбекского народа, придания статуса государственного узбекскому языку, обеспечение прав и свобод человека, свободы слова и митингов.
В 1989 году он создаёт партию «Эрк/Свобода».
В 1990 году стал депутатом Верховного Совета Узбекистана. 20 июня 1990 года по инициативе партии «Эрк» Верховный Совет принял Декларацию независимости Узбекистана.
В декабре 1991 года Салих — единственный соперник Ислама Каримова на выборах президента Узбекистана. По результатам голосования Салих получил: по официальным данным — 12,7 %; по объявленным до этого по радио Узбекистана данным — 33 %; по подсчётам независимых наблюдателей — большинство голосов. Студенческая демонстрация сторонников Салиха после выборов была расстреляна, оппозиционные газеты закрыты, на лидеров оппозиции были заведены уголовные дела, был арестован секретарь партии Атаназар Арифов.
2 июля 1992 года Салих сложил с себя депутатские полномочия в знак протеста против репрессий. В декабре он был обвинён в создании «Миллий меджлис», а в апреле 1993 года был арестован и обвинён в «государственной измене», но под давлением мировой общественности вскоре был выпущен из-под ареста с условием о невыезде из Ташкента, однако ему удалось бежать сначала в Баку, а оттуда в Турцию.
Четвёртый съезд партии «Эрк» состоялся 25 сентября 1993 года в Ташкенте без Салиха. Съезд прошёл в условиях жёсткого надзора силовых структур. Однако съезду удалось принять поправки к уставу, избрать председателя, Центральный совет и другие руководящие органы партии. Присутствовавшие на Съезде представители власти открыто требовали сменить лидера партии на марионетку режима, однако Съезд вновь избрал Мухаммада Салиха, несмотря на то, что он в это время находился в эмиграции.
После взрывов в Ташкенте в феврале 1999 года Салих был обвинён в соучастии в подготовке заговора и был заочно приговорён к 15 годам лишения свободы. В одном из своих интервью Салих заявил, что его братья уже более 10 лет находятся в заключении в условиях непрекращающихся пыток.
На суде, проходившем в закрытом режиме, прокуратурой было организовано признание Зайниддина Аскарова, который дал показания об участии Салиха в подготовке взрывов. Позже в интервью радиостанции «Голос Америки» Аскаров признался, что его показания были выбиты под пытками, и что Салих не имеет никакого отношения к ташкентским взрывам.

### Покушения
В 2001 году была совершена попытка покушения на жизнь Салиха, которая была предотвращена усилиями правительства Норвегии и друзей Салиха. Покушение было подготовлено непосредственно со стороны начальника антитеррористического отдела МВД полковника Ботира Турсунова и директора узбекского отдела интерпола полковника Махмуда Хаитова. Это событие широко освещалось в международной прессе.
В 2013 году неизвестные обстреляли дом лидера «Народного движения Узбекистана» Мухаммада Салиха в Стамбуле, в результате которого никто не пострадал.
Как стало известно от властей Турции в начале декабря 2014 года, раскрыт очередной заговор против Мухаммада Салиха. Это происходит вскоре после того, как один узбекский богослов, критиковавший узбекские власти, был застрелен в Стамбуле в декабре 2014 года, а другой узбекский имам выжил после очевидного покушения на его жизнь в Швеции.
Согласно турецкой газете Yeni Safak, ещё трое мужчин, задержанные по подозрению в попытке покушения на лидера узбекской оппозиции Мухаммада Салиха после допроса были выпущены из-под ареста под подписку о невыезде.
«Озодлик» (Узбекская редакция радио «Свобода») писал о том, что Мухаммад Салих и его сын Тимур сообщили в полицию о том, что рядом с их домом в восточной части Стамбула ходят подозрительные люди.
После этого стамбульские полицейские отдела по борьбе с терроризмом начали преследование пятерых подозреваемых лиц. Увидев полицейскую машину, подозреваемые сели на арендованный автомобиль и попытались скрыться. Но в результате, полицейским удалось догнать их автомобиль и задержать всех пятерых.

### Арест в Праге
28 ноября 2001 года по приглашению Радио «Свобода» Салих вылетел из Амстердама в Прагу. В аэропорту Праги по требованию узбекских властей его арестовали. Он был помещён в тюрьму Панкрац, где когда-то сидел Президент Чехии Вацлав Гавел.
Несмотря на резкую реакцию общественности, Пражский городской Суд на своём заседании 30 ноября подверг Мухаммада Салиха 40-дневнему аресту с возможной последующей экстрадицией в Узбекистан.
Послу Норвегии Лассе Сейму разрешили посетить Салиха в тюрьме. Посол уверил Салиха, что Норвегия делает все, чтобы вызволить его из тюрьмы, не доводя дело до суда. Он сказал, что это очень важно потому, что опасность экстрадиции все ещё существует. Мухаммад Салих сказал, что он решил дожидаться суда. Посол был озадачен. Он постарался ещё раз убедить Салиха в шаткости положения, но Салих был непоколебим: «Я готов ждать здесь сколько потребуется, пусть узбекская сторона предоставит все документы моей виновности, и пусть суд по ним вынесет решение», сказал он.
Давление международной общественности на Чехию росло.
Собственный корреспондент газеты «New York Times» Питер Грин писал из тюрьмы Панкрац о своей встрече с Салихом: «В комнате встреч (покрашенной белым) Панкрацской тюрьмы, за шатающимся столом сидел общепризнанный поэт своего народа, одетый в потрёпанную тюремную униформу пурпурного цвета. А над его головой через решётки был виден кусочек пасмурного неба». (09.12.2001, «New York Times»)
10 декабря Президент Гавел сообщил прессе о своём разговоре по делу Салиха с министром внутренних дел и сказал, что Салих возможно скоро будет выпущен из тюрьмы до суда на поруки. «Может быть, это будет под моё поручительство», — добавил он. (СТК, 10.12.2001)
11 декабря Президент Гавел сказал корреспонденту Агентства СТК, что 12 декабря он встретит Салиха в Пражском Замке. Президент отметил, что Президентский офис наводнён откликами со всего мира в поддержку Салиха. 12 декабря Мухаммад Салих был принят в Президентском дворце. 14 декабря состоялся суд. Городской Суд признал все предоставленные Узбекской стороной материалы политизированными, и вынес решение отказать в выдаче Мухаммада Салиха в Узбекистан.
22 октября 2003 года в Ташкенте состоялся 5-й съезд демократической партии «Эрк», во время которого Служба Национальной Безопасности (СНБ) Узбекистана при помощи группы членов организации «Бирлик» и С. Мурата пытались сорвать работу партийного форума. Несмотря на это, Съезду удалось принять поправки к уставу и программе партии, и избрать руководящие органы.
В 2009 году по инициативе М.Салиха была учреждена коалиция оппозиционных сил Узбекистана «Союз 13 мая» куда вошли партия Эрк, организации «Андижан: Справедливость и Возрождение» и «Таянч (Опора)».
28 мая 2011 года в Берлине было учреждено Народное Движение Узбекистана на платформе «Союза 13 мая», куда вошло восемь организаций, представляющих различные социальные группы, включая общины умеренных мусульман. Салих был избран Председателем Совета учредителей НДУ большинством голосов делегатов Съезда этой организации.
В июне 2012 в Праге прошёл Второй Съезд НДУ, где делегаты вновь избрали Салиха своим лидером.
В начале сентября 2017 года Интерпол удалила из своего списка разыскиваемых лиц Мухаммада Салиха.

## Критика
Ряд источников заявляли и заявляют о сотрудничестве Мухаммада Салиха с вооружёнными формированиями в разных странах. Публиковались неподтверждённые сведения о тайной поездке Мухаммада Салиха в мае 1995 года в столицу Грозный, и переговорах там с президентом Джохаром Дудаевым о подготовке боевиков, которые якобы должны были впоследствии участвовать в свержении власти во главе с Исламом Каримовым в Узбекистане.
По некоторым данным, весной и летом 1997 году в Стамбуле при сотрудничестве Мухаммада Салиха с одним из лидеров Исламского движения Узбекистана Тахира Юлдаша готовился план государственного переворота в Узбекистане. По этим же данным, Мухаммад Салих изначально не хотел сотрудничать с Исламским движением Узбекистана, но впоследствии решился на ограниченно сотрудничество для достижения своих целей по свержению Ислама Каримова, так как за Тахиром Юлдашем в Исламском движении Узбекистана стояли хорошо обученные и идеологически обработанные боевики. По тем же данным, Мухаммад Салих согласился с условием, что при удачном стечении событий и свержения власти Ислама Каримова, президентом Узбекистана должен быть он сам. Ему вменяются такие слова: «Для меня не имеет значения, какой строй будет в Узбекистане — демократический, религиозный или коммунистический. Главное чтобы я стал главой государства». Имеются неподтверждённые сведения об отправке Мухаммадом Салихом своего сына и других лояльных ему людей в подпольный лагерь по подготовке боевиков в Пакистане и Афганистане. По некоторым данным, в 90-е годы Мухаммад Салих получил от подпольных организаций международного терроризма 1,5 миллиона $.
Между тем, сам Мухаммад Салих отрицает свои связи с террористическими и исламистскими организациями, в том числе с Исламским движением Узбекистана. В своём интервью русской службе Радио «Свобода» в 2002 году, Мухаммад Салих заявил, что Исламское движением является «продуктом политики каримовского режима». «„Талибан, лишь бы мы спаслись от этого Тирана“, вот простая логика в умах простых мусульман. Это опасный симптом». О движении Хизб-ут-Тахрир и об идее Халифата Мухаммад Салих в этом же интервью говорил:

«Oсновная идея „Хизб ут-Тахрир“ — создание „Исламского халифатского государства“. Фактически эта партия служит панарабским идеям. Возьмите хотя бы тезис о том, что в будущем „Халифате“ будет государственный язык арабским. Если бы наши туркестанские мусульмане вникли поглубже в тезисы программы этой организации — они сразу бы увидели эту особенность. Но идея создания справедливого государства настолько заманчива для наших уставших от злодейства посткоммунистического режима мусульман, что им некогда видеть особенности этого движения. При нормальной политической ситуации „Хизб ут-Тахрир“ не собрал бы и 50 человек вокруг своей идеи „построения халифата“. Повторяю, единственный источник появления чуждых ментальности нашего народа религиозных групп, как „Хизб ут-Тахрир“, это трагическая ненависть масс к существующему режиму Узбекистана. Те, кто говорит о построении „Халифата“, прекрасно знают о невозможности осуществлении этой идеи. Они говорят об этом открыто: „Ни одно государство, построенное до сих пор, не было исламским государством. Только тот Халифат, который построим мы, будет исламским государством“. Значит, в течение 1400 лет ни один мусульманский правитель, ни один народ не смог построить исламское государство, а „Хизб ут-Тахрир“ возьмет и построит — как можно принимать всерьез такое заявление?! Да, государство может быть демократическим или теократическим. Нельзя винить людей за их мечту построить любое из этих государств. Я хочу сказать, что стремление обеспечить единство мусульман под одним знаменем или в одном государстве является продуктом иллюзии или открытого мошенничества. Я призываю к здравомыслию тех, кто пропагандирует идею Халифата в нашем регионе, не зная сущности Халифата. Я возражаю им. Мои возражения основаны на документах, на хадисах. Хочу сказать несколько слов о терроре. Никакая идея, ни национальная, ни, тем более, религиозная, не может вынудить мусульманина к террору или к пособничеству ему. Даже борьба против государственного террора, который проводят тоталитарные режимы подобные каримовским. Потому, что террор — аморален. Верующий человек не может быть аморальным. Террор не приемлем в исламе».

Другие, в том числе некоторые представители узбекской оппозиции критикуют Мухаммада Салиха в маргинализации, исламизации и ожесточённости, из-за его обид на режим Ислама Каримова и некоторых оппозиционеров, а также из-за вынужденного проживания уже почти 30 лет за пределами Узбекистана. Некоторые обвиняли его в ухудшении отношений между Узбекистаном и Турцией, из-за того, что он проживает в Стамбуле, хотя получил в Норвегии политическое убежище и гражданство. Узбекистан начиная с начала 90-х годов и вплоть до смерти Ислама Каримова оказывал давление на Турцию, для того, чтобы последняя выдворила Мухаммада Салиха, а Мухаммад Салих зная об этих распрях и об ухудшении отношений между двумя родственными странами, продолжал и продолжает проживать в Стамбуле, хотя имеет законное убежище в Норвегии.
После смерти Ислама Каримова, в конце 2016 года в своём заявлении по поводу временно возложения обязанностей президента с Нигматиллы Юлдашева на Шавката Мирзиёева, Мухаммад Салих несколько раз использовал слово «джихад». Это заявление вызвало резкое негодование и непонимание в среде узбекистанцев, в том числе среди светской узбекской оппозиции и правозащитного сообщества. Представители узбекской оппозиции и правозащитного сообщества начали делать соответствующие заявления, о том, что террор и насилие в отношении кого бы ни было ни в каком виде недопустимы, и говорить о «джихаде» в том числе. Некоторые предложили Турции, где базируется Народное движение Узбекистана оценить правовые основания этих заявлений. После этого узбекские службы Би-би-си, Радио «Свобода» и «Голоса Америки» требовали объяснений у Мухаммада Салиха, который начал оправдываться, заявляя, что слово «джихад» он использовал в символическом смысле, а не в буквальном.

## Видео
К 60-летию М.Салиха студией turkiston.tv был снят биографический фильм
- «Қуролсиз кишининг озодлиги»
- «Свобода невооруженного человека»
- «Freedom of Unarmed Man»
- «Silahsız Kişinin Özgürlüğü».

## Книги стихов (в переводе на русский)
- Салих, М, Стихи, том 1, Истанбул, Байрак, 2007,(1-я часть: «Ночные метафоры», пер. В. Сосноры; 2-я часть: «Тысячелетний пост», пер. А. Парщикова), ISBN 5-633-00208-3
- Салих. М, Публицистика том 2, Истанбул, Байрак, 2007, ISBN 975-6545-17-8